# Bungarus andamanensis
Bungarus andamanensis ist eine Giftnatter aus der Gattung der Kraits (Bungarus). Die Art ist ein Endemit der Inselgruppe der Andamanen im Golf von Bengalen.

## Forschungsgeschichte
Im Rahmen einer Revision der Reptilien der Andamanen und Nikobaren in den Sammlungsbeständen des Zoological Survey of India (ZSI) wurden vier, ursprünglich als Gewöhnlicher Krait (Bungarus caeruleus) identifizierte, Exemplare von den Andamanen als weder der Typusart noch einer anderen Art der Gattung Bungarus zuordenbar erkannt. Die Erstbeschreibung der neuen Art Bungarus andamanensis wurde 1978 von zwei Mitarbeitern des Surveys veröffentlicht.
Als Holotypus wurde das bereits 1926 bei Port Blair auf South Andaman Island gesammelte Exemplar mit der Inventarnummer ZSI 20895/1 festgelegt. Die drei anderen Exemplare aus den Beständen des ZSI (ZSI 20895/2, ZSI 2897 und ZSI 14628) dienten als Paratypen. Alle Typusexemplare werden am Zoological Survey of India aufbewahrt.

## Merkmale
Bungarus andamanensis kann eine Gesamtkörperlänge von bis zu 100 cm erreichen und zählt damit zu den eher kleineren Kraits. Die Körperfärbung wird in der Erstbeschreibung, auf Basis von den in Alkohol konservierten Typusexemplaren, als dorsal schokoladenfarben bis rötlich-schwarz und glänzend beschrieben, die Ventralseite hingegen als glasig-weiß, wobei die Ventralia an ihren anterioren und lateralen Rändern einen bräunlichen Farbstich aufweisen.
Die dunkle Grundfärbung der Dorsalseite wird durch zahlreiche weiße, einzeln stehende Querbänder unterbrochen, die sich in gleichmäßigen Abständen über den gesamten Rücken ziehen. Bei adulten Exemplaren sind diese hellen Bänder mit braunen Flecken durchsetzt, bei juvenilen Exemplaren scheint die Bänderung hingegen einheitlich hell gefärbt zu sein. Am Rücken sind 44 dieser Bänder vorhanden. Zwölf weitere liegen im Bereich des Schwanzes.

### Pholidose
Die Pholidose von Bungarus andamanensis liefert weitere Unterscheidungsmerkmale von anderen Vertretern der Gattung: Die Dorsalia (Rückenschuppen) sind in 15 Längsreihen angeordnet. Die Vertebralia, die Rückenschuppen der median gelegenen Längsreihe, sind deutlich größer als die übrigen Dorsalia. Die 45–47 Subcaudalia sind ungeteilt. Die Anzahl der Ventralia ist mit 192–197 vergleichsweise gering.

## Verbreitung und Habitat
Das Verbreitungsgebiet der Art beschränkt sich auf die Inselgruppe der Andamanen. Vorkommen sind, neben South Andaman Island, auch für Middle Andaman Island und Long Island belegt. Wahrscheinlich ist Bungarus andamanensis auch auf North Andaman Island vorhanden. Das gesamte Verbreitungsgebiet wird auf weniger als 3.000 km² geschätzt.
Bungarus andamanensis bewohnt die immergrünen bis halbimmergrünen Primär- und Sekundärwälder dieser Inseln, wird aber auch in Plantagen, wie etwa für die Produktion von Kopra, angetroffen. Die Art wird in Bezug auf ihre Habitatansprüche eher als Generalist interpretiert.

## Lebensweise
Die Lebensweise von Bungarus andamanensis ist noch weitgehend unerforscht. Die Art ist vermutlich, ebenso wie andere Kraits, ovipar und ernährt sich wahrscheinlich überwiegend von anderen Schlangen, Skinken und möglicherweise auch kleinen Nagetieren.

## Toxikologie
Zum Gift von Bungarus andamanensis liegen keine Untersuchungen vor. Vermutet wird, dass die Art über ein ähnlich hochwirksames Toxin verfügt, wie alle anderen Vertreter der Gattung Bungarus. Berichte über Bissunfälle mit Menschen liegen nicht vor. Ebenso unbekannt ist, ob die in Indien üblichen polyvalenten Antivenine bei Bissen von Bungarus andamanensis wirksam sind.

## Gefährdung
In einer ersten Bewertung stufte die IUCN Bungarus andamanensis 2010 in ihrer Roten Liste gefährdeter Arten als „gefährdet“ („vulnerable“) ein. Begründet wurde diese Einstufung mit dem kleinen, damals bekannten Verbreitungsgebiet und drohendem Habitatverlust. In einer weiteren, 2021 veröffentlichten, Beurteilung wurde der Gefährdungsgrad auf „potentiell gefährdet“ („near threatened“) zurückgestuft. Die Neubewertung wurde mit dem deutlich erweiterten, bekannten Verbreitungsgebiet auf mehreren Inseln der Andamanen und der Fähigkeit der Art, sich auch in Kulturlandschaften (Plantagen) zurechtzufinden, begründet.